# Заслужений працівник ветеринарної медицини України
Заслужений працівник ветеринарної медицини України  — державна нагорода України — почесне звання України, яке надається Президентом України відповідно до Закону України «Про державні нагороди України». Згідно з Положенням про почесні звання України від 29 червня 2001 року (у редакції від 30 квітня 2002 року), це звання присвоюється:
|  | спеціалістам та працівникам ветеринарної медицини підприємств, установ та організацій незалежно від форми власності за значні досягнення у здійсненні державного ветеринарно-санітарного контролю та нагляду за якістю і безпекою харчових продуктів і продовольчої сировини, охороні території України від занесення збудників інфекційних хвороб тварин і їх лікуванні, впровадженні у практику досягнень ветеринарної медицини |

Почесне звання встановлене Верховною Радою України Законом № 2775-III від 15 листопада 2001 року «Про внесення змін до Закону України „Про ветеринарну медицину“».